# Gyula Németi
Gyula Németi (ur. 30 czerwca 1921 w Debreczynie, zm. 5 czerwca 1970 tamże) – węgierski zapaśnik walczący w stylu klasycznym. Dwukrotny olimpijczyk. Czwarty w Helsinkach 1952 i odpadł w eliminacjach w Londynie 1948. Walczył w kategorii 79 kg.
Brązowy medalista mistrzostw świata w 1950; piąty w 1953 roku.
Mistrz Węgier w 1946 – 1948 i 1950, w stylu klasycznym. W 1947, w stylu wolnym. 